# Letteratura argentina
La letteratura argentina è classificata tra le più importanti della letteratura ispanoamericana in lingua spagnola, con autori di fama mondiale come José Hernández, Jorge Luis Borges, Manuel Puig, Julio Cortázar e Ernesto Sábato. Come altri aspetti della cultura argentina, la letteratura in Argentina ha sempre avuto forti influenze europee, specialmente da Spagna e Francia.

## Storia

### Origini
Si può dire che la letteratura argentina cominci nel 1550, con Matías Rojas de Oquendo e Pedro González de Prado (di Santiago del Estero, il primo insediamento urbano significativo in Argentina), che scrissero sia prosa sia poesia; furono parzialmente ispirati, senza dubbio, dalla poesia orale indigena, secondo Carlos Abregú Vyrreira lules, juríes, diaguita e tonocotés. Lentamente emerse una simbiosi tra la tradizione indigena e quella spagnola, producendo una letteratura distinta, ma geograficamente limitata (almeno fino al diciottesimo secolo) al Nord e alle regioni centrali dell'Argentina, con Córdoba come centro. Due nomi risaltano in questo periodo: Gaspar Juárez Baviano e Antonia de la Paz y Figueroa, nota come "Beata Antula". Nella poesia, Luis de Tejeda è considerato il miglior poeta argentino.
Gradualmente, con la prosperità economica dei porti, l'asse culturale si spostò verso Est. La letteratura dell'epoca coloniale crebbe sotto l'influenza del fervore independentista: tra questi autori citiamo Vicente López y Planes, Pantaleón Rivarola e Esteban de Luca.

### Indipendenza culturale dalla Spagna
La rottura con la tradizione spagnola, in favore del romanticismo francese che postulava un ritorno alle radici popolari e al passato medioevale, permise a Esteban Echeverría di creare la prima storia di ambientazione locale e realistica, El Matadero ("Il mattatoio"), e il poema La Cautiva ("La prigioniera"), ambientato nelle Pampas.
Nella metà del diciannovesimo secolo José Mármol pubblicò la prima novella argentina, Amalia. Nel frattempo alla poesia cominciava a mancare il suo originale spirito combattivo e si stava volgendo all'aneddotica e al sentimentale: Carlos Guido y Spano e Ricardo Gutiérrez, scrittori di cronache di narrativa popolare; Vicente Fidel López, Lucio V. Mansilla e Juana Manuela Gorriti; e storici come Bartolomé Mitre e Domingo Faustino Sarmiento; interpreti teatrali come Juan Casacuberta che si distinse per la sua opposizione alla tradizione enfatica e declamatoria della recitazione spagnola.

### Generazione del 1880
La generazione del 1880 enfatizzò il respiro europeo e la supremazia culturale di Buenos Aires; le correnti migratorie di etnie miste accentuarono presto la trasformazione del grande villaggio nella metropoli cosmopolita. La poesia di questo periodo è lirica e talvolta provocatoria: citiamo ad esempio Leopoldo Díaz y Almafuerte. Comincia anche a diffondersi il saggio come genere letterario: ne fanno uso José Manuel Estrada, Pedro Goyena e Joaquín V. González. Le opere di narrativa oscillano tra temi sociali e letteratura popolare: tra gli autori Miguel Cané, Eugenio Cambaceres, Julián Martel e Carlos María Ocantos.

#### Letteratura Gauchesca
Mentre i temi e gli stili europei, quasi europeisti, furono e rimasero la norma nella letteratura argentina, specialmente di Buenos Aires, una letteratura pittoresca, ispirata dai gauchos, basata sull'usare il loro linguaggio e riflettere la loro mentalità, nacque negli anni 1880 come prodotto del sentimento di identità nazionale di quella generazione. Le tre grandi figure di questa corrente, José Hernández, Estanislao del Campo e Hilario Ascàsubi divennero subito, e sono poi rimaste, i rappresentanti più noti di un fenomeno specifico della letteratura dell'Argentina e dell'Uruguay, il gauchesco. (vedi anche: Jorge Luis Borges: Aspetti della poesía gauchesca, 1950).
All'inizio del XX secolo i primi studiosi di letteratura coloniale in Argentina furono Ricardo Rojas e Pablo Cabrera.

### Letteratura del ventesimo secolo
Verso la fine del diciannovesimo secolo, con il nicaraguense Rubén Darío, appare il modernismo. Un certo raffinamento e l'influenza del simbolismo si fondono per creare una nuova estetica, che ispira Leopoldo Lugones, autore tra le altre cose della prima storia di fantascienza.
La prima generazione veramente moderna della letteratura argentina è quella dei Martinfierristi (circa 1922); il movimento fornisce una dottrina di base in cui le varie correnti possono convergere: quella del gruppo Florida, affine all'ultraismo, con Oliverio Girondo, Jorge Luis Borges, Leopoldo Marechal - autore del romanzo Adán Buenosayres, elogiato già nel 1949 da Julio Cortázar e considerato da molti il romanzo argentino più importante del ventesimo secolo - e Macedonio Fernández; e quella del Boedo, influenzata dal realismo russo, con Raúl González Tuñón, César Tiempo e Elías Catelnuovo. Tra tutti loro, Ricardo Güiraldes mantenne uno stile classico, regalando una freschezza totalmente inaspettata alla poesia gauchesca e scrivendo forse la più bella novella argentina, Don Segundo Sombra. Benito Lynch (1885-1951), uno scrittore di storie brevi meravigliosamente eccentrico che, come Güiraldes, non è facilmente classificabile in una "generazione", diede alle sue storie uno stile neo-gauchoesco in questo periodo.
Tra la fine di questa decade e l'inizio della successiva emerse il Novísimos ("Nuovissimo"), una generazione di poeti (Arturo Cambours Ocampo, Carlos Carlino e José Portogalo), narratori (Arturo Cerretani, Roberto Arlt, Luis Maria Albamonte e Luis Horacio Velázquez) e drammaturghi (Roberto Valenti, Juan Oscar Ponferrada e Javier Villafañe); questo gruppo ebbe riflessi filosofici e diede una innovativa definizione di Argentinidad.

#### Generazione del '37
La Generazione del 1937 si concentrò sulla poesia, in cui sviluppò temi nostalgici, descrittivi meditativi con Ricardo E. Molinari, Vicente Barbieri, Olga Orozco, León Benarós e Alfonso Sola Gonzáles. Come narratori seguirono l'idealismo e il realismo magico, (María Granata, Adolfo Bioy Casares, Julio Cortázar) o un realismo più sottile (Manuel Mujica Laínez, Ernesto L. Castro, Ernesto Sabato e Abelardo Arias), talvolta con un tocco urbano talvolta ammiccando alla letteratura popolare (Joaquín Gómez Bas e Roger Plá).
I saggisti in questa corrente non furono molti: Antonio Pagés Larraya, Emilio Carilla, Luis Soler Cañas; ma, certamente, in questa generazione rientra il più grande saggista argentino dopo Sarmiento, Ezequiel Martínez Estrada.

#### Neoumanesimo, esistenzialismo e altre influenze
Verso il 1950 nasce il Nuovo Umanesimo, come risposta alla seconda guerra mondiale e il suo esito; da una parte sono avanguardisti come Raúl Gustavo Aguirre, Edgar Bayley e Julio Llinás; dall'altra, sono esistenzialisti: José Isaacson, Julio Arístides, Joaquin Cristobar, e Miguel Ángel Viola. Inoltre, ci sono quelli che conciliano entrambe le tendenze su base regionale: Alfredo Veiravé, Jaime Dávalos e Alejandro Nicotra. Tra i narratori: Beatriz Guido, David Viñas e Marco Denevi. Nella maggioranza di questi autori si avverte una forte influenza dalla poesia anglosassone e italiana. Come poeti spiccano due discepoli di Marechal, Rafael Squirru e Fernando Demaría.
Nel 1960 nasce una nuova corrente, che prosegue fino al 1990. Le influenze sono eterogenee: Sartre, Camus, Eluard; alcuni autori spagnoli, come Camilo José Cela; e alcuni argentini come Borges, Arlt, Cortázar e Maréchal. Si possono osservare due tendenze: la ricerca del tempo metafisico e della storicità (Horacio Salas, Alejandra Pizarnik, Ramón Plaza) e del disordine socio-urbano: (Abelardo Castillo, Marta Lynch, Manuel Puig). Autori non inquadrabili in queste due correnti sono Abel Posse, spirito cosmopolita e raffinato e Manuel Mújica Laínez la cui fama è legata soprattutto al celebre romanzo Bomarzo, superbo affresco del Rinascimento italiano.
Dalle province emergono importanti poeti e narratori: Luis Franco, Juan L. Ortiz e Jorge Wáshington Ábalos.

#### Gli anni bui della dittatura militare
Negli anni della dittatura militare, dal 1976 al 1983, molti autori conobbero l'esilio, come Juan Gelman, Antonio Di Benedetto, Alicia Kozameh, Tununa Mercado, Diana Raznovich, Mempo Giardinelli, Luisa Valenzuela, Cristina Feijóo, Reina Roffe, o la morte (Roberto Santoro, Haroldo Conti, Miguel Ángel Bustos). Alcuni poeti (Rodolfo Walsh, Agustín Tavitián, Antonio Aliberti), narratori (Tomás Eloy Martínez, Osvaldo Soriano, Fernando Sorrentino), e saggisti (Ricardo Herrera, María Rosa Lojo) spiccano e riescono a rinnovare l'etica e l'estetica; ancora una volta le influenze sono da riportare a Eluard, Eliot, Montale, Neruda e altri.
Dagli ambienti dell'attivismo politico emerge un nuovo scrittore: il giornalista Julio Carreras, molti lavori del quale cominciano solo ora ad essere apprezzati; fu guerrigliero e per sette anni prigioniero della dittatura militare.
Inoltre tra le scrittrici di libri per bambini va ricordata María Elena Walsh.

### Letteratura contemporanea
Gli anni novanta sono segnati dalla riunione tra i superstiti delle varie generazioni, in un patto intellettuale per la rivisitazione di valori e testi alla fine del ventesimo secolo.